# František Hauser
František Hauser (28. května 1822 Kosmonosy – 2. října 1892 Praha-Nové Město) byl český učitel, varhaník, dramatik, hudební skladatel a majitel soukromé školy. Vyučoval postupně v Čečelicích, Liberci, u hraběte Stadiona v Koutu u Domažlic a na Zbraslavi; v letech 1852–84 provozoval a řídil vlastní základní a hudební školu v Praze, na sklonku života působil jako soukromý učitel hudby. Na Zbraslavi se seznámil s Josefem Kajetánem Tylem, Janem Kaškou a Aloisem Jelenem a pořádal pro spoluobčany divadelní představení, koncerty a plesy. V Praze se účastnil veřejného života jako funkcionář Svatovítské jednoty, hudebního spolku Cecilie, Učitelské besedy aj. Publikoval pedagogické články v češtině i němčině, taneční skladby a divadelní hry pro děti. Převzal poručenství nad dětmi Josefa Auštěckého.

## Život

### Mládí a studium
Rozsáhlým zdrojem biografických informací, zpravidla nedatovaných, je jeho vlastní životopis, sepsaný v srpnu 1892 a vydávaný na pokračování v následujícím roce. Narodil se 28. května 1822 v Kosmonosech v učitelské rodině – toto povolání na místní škole úspěšně vykonával jeho otec, dědeček i pradědeček. Navštěvoval německou hlavní školu v Mladé Boleslavi a tamní piaristické gymnázium, přičemž několik let také hrál v kostele na varhany. Během posledních prázdnin onemocněl břišním tyfem, což mu zabránilo podat přihlášku k dalšímu studiu. Rok proto strávil v rodné obci jako bezplatný vrchnostenský praktikant.
V následujícím roce podal na radu nadřízeného úředníka přihlášku na pražskou techniku. Studium pro něj bylo náročné — bydlel v malé, špatně vytápěné místnosti v Emauzském klášteře, kde výměnou za ubytování pravidelně hrál na varhany. Aby se uživil, musel dávat soukromé hodiny. Později vzpomínal, že občas přišel z vyučování pozdě, nepustili ho do budovy a musel strávit noc na lavičce; v zimě někdy ráno našel v pokoji v umyvadle zamrzlou vodu. Vedle techniky absolvoval i kurzy na německém učitelském ústavu a varhanické škole, díky čemuž měl po dvou letech tři vysvědčení.

### Učitelem a vychovatelem
Po návratu domů si otec přál, aby opět nastoupil na vrchnostenský úřad; František si ale vymínil, že bude učitelem. Začal jako podučitel v nedalekých Čečelicích. K jeho povinnostem také patřilo, aby třikrát denně zvonil klekání, v sobotu zametl kostel, vyčistil faráři boty a manželce řídícího občas naštípal dříví. Brzy si ale získal přízeň faráře, který si při hodinách náboženství pochvaloval zlepšenou kázeň a prospěch dětí, a vedlejších úkolů ho zbavil. Pochvalu získal i od inspektora.
Pro následující školní rok si podal přihlášku do Liberce, kde hledali dočasnou náhradu za nemocného učitele češtiny. Ačkoliv měl někdy (podle vlastních slov) až 174 žáků ve třídě, byl zde spokojen – dostal vyšší plat, žil v přátelském prostředí, tehdy ještě ne tak vyhraněně německém, a měl řadu možností si přivydělat doučováním. Jeho působení tam ale trvalo krátce – když se nemocný učitel vrátil do práce, musel místo opustit a vrátit se domů.
V Kosmonosích se od faráře dověděl, že hrabě Stadion z Koutu na Šumavě hledá vychovatele se znalostí češtiny, němčiny, hry na klavír a housle a se složenými učitelskými zkouškami. Roku 1840 byl přijat, ačkoli se hlásilo dvanáct dalších zájemců. Strávil tam 5 let a 8 měsíců, dokud se hrabě neodstěhoval do Polska.
Po krátkém pobytu v Kosmonosích dostal doporučení na místo učitele na Zbraslavi. Školu vydržovali místní úředníci, byla dobře financovaná a jeho práce si vážili. Zapojil se i do kulturního života, výrazně podporovaného místním továrníkem Richterem. Seznámil se s J. K. Tylem a hercem Janem Kaškou a skladatelem Aloisem Jelenem, kteří na Zbraslavi pobývali na letním bytě, a setkal se i se skladatelem Aloisem Jelenem. Pořádal ochotnická divadelní představení, benefiční koncerty (akademie) ve prospěch chudých a masopustní plesy. Působil jako kapelník místního orchestru. Svou aktivitou ve prospěch veřejnosti si získal přízeň místních obyvatel.

### Majitelem školy v Praze
V říjnu 1848 zemřel jeho otec a Hauser dostal nabídku, převzít vedení školy v Kosmonosích. Tu ale odmítl, protože by to pro něj znamenalo velký finanční i společenský propad. Krátce poté ale byla po reformách zrušena zbraslavská škola. Roku 1850 se odstěhoval do Prahy, kde vyučoval na několika soukromých školách. Roku 1852 udělal svou hrou na plese dobrý dojem na místodržitele Mecséryho a získal od něj právo na založení vlastní základní školy s hudebním ústavem. Tu otevřel 1. října téhož roku v prostoru tehdejší Židovské zahrady v nynější Vladislavově ulici. Počet žáků rok od roku stoupal až na 237 v roce 1860. Velkým oceněním pro něj např. bylo, že školní rada Johann Czermak po provedené inspekci nechal do jeho školy zapsat svého syna a později ho podporoval. Velkou pozornost věnoval výuce němčiny, kulturní obzor žáků rozvíjel pořádáním výletů a divadelních představení. Například v dubnu 1879 uspořádal slavnost na počest stříbrné svatby císaře Františka Josefa a Alžběty, při které se vybralo 15 zlatých pro chudou početnou rodinu. S pomocí F. L. Riegra se mu podařilo překonat nepřízeň školského úředníka, který chtěl školu zrušit, protože vyučovala současně v češtině i němčině.
Vedle řízení školy také pokračoval ve veřejném působení. Byl například členem výboru Svatovítské jednoty (spolku pro dostavbu chrámu sv. Víta), Učitelské besedy a Arimatejského spolku, 18 let zasedal jako starosta podpůrného hudebního spolku Cecilie. Záslužná byla i jeho péče o sirotky po učiteli a redaktoru Josefu Auštěckém (1827–1871), kterým byl 22 let poručníkem. Byl také literárně činný (viz Dílo).
Roku 1879 měl spor s redakcí učitelského časopisu Posel z Budče. Ten 8. října uveřejnil článek, podle nějž se nevhodně zachoval k nově přijatému žákovi – před třídou mu měl říci, že vysvědčení z jeho předchozí školy je falešné,že ho roztrhá a hodí mu pod nohy (žák měl špatné vědomosti, zatímco vysvědčení uvádělo dobrý prospěch). Redaktoři mu nejprve hrozili žalobou za poškození pověsti jiné školy, ale nakonec museli uznat nepravdivost svých tvrzení a uveřejnit opravu.

### Závěr života
Úspěšný rozvoj jeho ústavu ukončily reformy, které podstatně zlepšily vybavení i úroveň pražských obecních škol. Ačkoli měl dobrou pověst a několik oficiálních uznání, počet jeho žáků nezadržitelně klesal, až jich v posledním školním roce bylo jen 12. Stále doufal, že se mu podaří nepříznivý trend obrátit, dostal se kvůli tomu do dluhů a školu nakonec roku 1884 uzavřel. Tíživou finanční situaci se mu podařilo vyřešit díky pomoci vděčných absolventů. Učební pomůcky a školní prapor věnoval nově rozšířené škole v Kosmonosích a pak už se do konce života pouze věnoval nepříliš výnosnému podomnímu vyučování hudbě. (V srpnu 1884 se nicméně také objevila zpráva, že zakládá novou hudební školu ve Vodičkově ulici.)
Zemřel 2. října 1892 na Novém Městě pražském čp. 1467 (dnes roh Lípová 1467/5 a Salmovská 1467/2, Praha 2) na zánět mozkových blan, pohřben byl na Olšanech.

## Dílo
Přispíval svými pracemi do učitelského časopisu Zahrada dítek a německých Rheinische Blätter. V edici Divadelní ochotníček pro mládež publikoval divadelní hry. Byl také autorem několika tanečních a salonních skladeb.
Knižně vyšly např.:
- Libušinka (cca 1860), mazurka
- Jmeniny, aneb, Výjev vděčných citův (1872), hra o dvou jednáních
- Mikuláš, aneb, Pamatujte na chudé (1872), hra o čtyřech jednáních
- Nehody lenochovy a zdařená zkouška (1872), jednoaktovka, hrána též v Prozatímním divadle[6]
- Pavlovy příhody (posmrtně 1911 s úpravami Karla Černého), veselohra se zpěvy

## Rodina
Byl dvakrát ženatý – poprvé s Jindřiškou (Henriette) roz. Hübnerovou (1826–1876), podruhé s vdovou Marií Němcovou, roz. Baborovou (nar. 1838 nebo 1845). S druhou manželkou se v květnu 1883 rozvedl.
Z prvního manželství měl dceru Albertinu (1850–1918), která se živila jako učitelka hudby, dceru Bertu (1853–??) a předčasně zemřelého syna Františka (1855–1856).
Pečoval také v různé míře o čtyři děti Josefa Auštěckého, především pro ně vybíral peníze a zajišťoval jim hmotnou podporu.